# Christian Johner
Christian Johner (* 13. Januar 1967 in Freiburg im Breisgau) ist ein deutscher Professor und Experte für Informationstechnik im Gesundheitswesen. 

## Leben
Johner studierte von 1986 bis 1992 Physik an der Universität Konstanz und promovierte dort 1995 mit summa cum laude. 
Von 1990 bis 1995 arbeitete er als Medizinphysiker am Radiologischen Institut Konstanz.
Von 1995 bis 2006 arbeitete er für Fresenius Medical Care als wissenschaftlicher Mitarbeiter und später Entwicklungsleiter für klinische Systeme. 2000 wurde er Mitgründer und Aufsichtsratsvorsitzender der Calcucare AG, die 2003 von Fresenius Medical Care übernommen wurde.
2005 gründete er das Institut für Informationstechnologien im Gesundheitswesen in Freiburg im Breisgau. 
Seit 2006 ist er Professor an der Fakultät für Wirtschaftsinformatik der Hochschule Konstanz für Technik, Wirtschaft und Gestaltung (HTWG) in Konstanz und unterrichtet Software-Architektur, Software-Technik, Software-Qualitätssicherung und medizinische Informatik. 
Seit 2006 berät er Firmen bei der Entwicklung und Qualitätssicherung von medizinischer Software und ist Dozent an der Donau-Universität Krems, der Universität St. Gallen und der Julius-Maximilians-Universität Würzburg.

## Veröffentlichungen
- Basiswissen medizinische Software, mit M. Hölzer-Klüpfel ; S. Wittorf., Heidelberg : dpunkt-Verlag, ISBN  9783898646888
- Usability Engineering als Erfolgsfaktor, mit T. Geis, Berlin  : Beuth Verlag, ISBN 978-3-410-24500-1
- Optische, elektrooptische und magnetooptische Untersuchungen an wässrigen Suspensionen, Konstanz : Hartung-Gorre Verlag, ISBN 3-89191-885-2